# Séisme de 2016 à Taïwan
Le séisme de 2016 à Tainan, dit séisme de Meinong-Kaohsiung ou séisme de Tainan-Xinhua, est un tremblement de terre de magnitude 6,5 et de niveau VII qui frappe le sud-ouest de l'île de Taïwan le 6 février 2016 à 3 h 57 (heure locale). Son épicentre se situe dans le sous-sol de Meinong tandis que les dégâts les plus importants ont été causés à Tainan. Avec 117 personnes tuées, c'est le séisme le plus meurtrier touchant Taïwan depuis 1999.
Bien que Meinong soit situé dans la montagne, à 46 kilomètres du port de Kaohsiung, le district de Meinong fait partie du comté de Kaohsiung. De ce fait, le séisme est parfois répertorié comme “séisme de Kaohsiung“ ou “séisme de Meinong-Kaohsiung“; voire même “séisme du sud de Taïwan“ afin d'inclure le comté de Tainan où ont eu lieu les dégâts les plus importants.

## Magnitude
D'une magnitude de 6,3 à 6,6 sur l'échelle de Richter (Mw), l'épicentre est situé à 23 km dans les profondeurs du district de Meinong (22° 52′ 16″ N, 120° 40′ 05″ E
).
Une intensité maximale de niveau VII (échelle locale) a été enregistrée dans la ville de Tainan, provoquant les dégâts les plus importants,.
Des intensités de niveau V et VI ont été atteintes dans les comtés de Yunlin, Pingtung et Chiayi tandis que les villes de Chiayi et Kaohsiung ont ressenti une intensité de niveau IV.
Le Bureau météorologique central de Taiwan mesure l'intensité macrosismique à partir des valeurs d'accélération maximale du sol (PGA), un degré de 5 (PGA=80-250) correspondant à VI sur l'échelle de Mercalli.

## Tectonique

### Contexte tectonique
L'île de Taïwan est située dans un contexte tectonique complexe. A l'ouest de la ceinture de feu du Pacifique, dans une région qui implique la plaque tectonique des Philippines et la plaque eurasienne. Ces deux plaques convergent de manière oblique, avec une vitesse d'environ 80 mm/an, et une direction principale NW-SE. Deux zones de subduction à polarité inverse accompagnent la collision actuelle entre l'arc volcanique de Luzon et la marge continentale chinoise : au nord-est, la plaque des Philippines s'enfonce sous la plaque eurasienne, dans le domaine méridional au contraire c'est la plaque eurasienne qui s'enfonce sous la plaque des Philippines. L'aléa est important dans cette région du monde, d'autant plus que des villes très peuplées augmentent également la vulnérabilité. Le risque sismique, comme combinaison de ces deux facteurs, aléa et vulnérabilité, est donc très élevé à Taïwan.
L'épicentre du séisme de Meinong est situé dans les collines de l'ouest de l'île, mais une grande partie des dommages a eu lieu dans les zones très peuplées de la plaine côtière, située à l'extrême ouest.
L'intensité du séisme de Tainan-Xinhua de février 2016 est comparée au tremblement de terre de Tainan-Baihe de 1964 et à celui de Kaohsiung-Jiaxian en 2010

### Mécanismes du séisme

#### Mécanisme de rupture
Le mécanisme au foyer du séisme indique soit un jeu à dominance décrochante avec composante inverse senestre (Azimut, pendage, glissement = 291°, 27°, 28°), soit un mouvement inverse avec une composante décrochante dextre (Azimut, pendage, glissement = 175°,78°,74°) (IPGP).

#### Double choc principal
Selon la sismologue Ma Kuo-Fong, ce tremblement de terre pourrait être caractérisé par un « double choc principal ». Généralement, un séisme puissant, le "choc principal", déclenche des séismes de moindre puissance, qu'on appelle alors des "répliques". Or, en février 2016, l'intensité du séisme enregistré à Tainan est équivalente à celle enregistrée lors du choc principal de Meinong. Le séisme de Tainan n'est donc pas une réplique de celui de Meinong, mais un second choc principal,,,.

#### Ressemblance avec le séisme de Jai-Shian (2010): existence possible d'une faille aveugle
Le tremblement de terre de Jai-Shian en 2010 est très similaire à celui de Meinong par sa magnitude (Mw=6.2) et sa localisation, à 18 km environ. L'existence possible d'une faille inverse aveugle (qui n'a donc pas de trace visible en surface) est évoquée dans les deux cas.

## Bilan

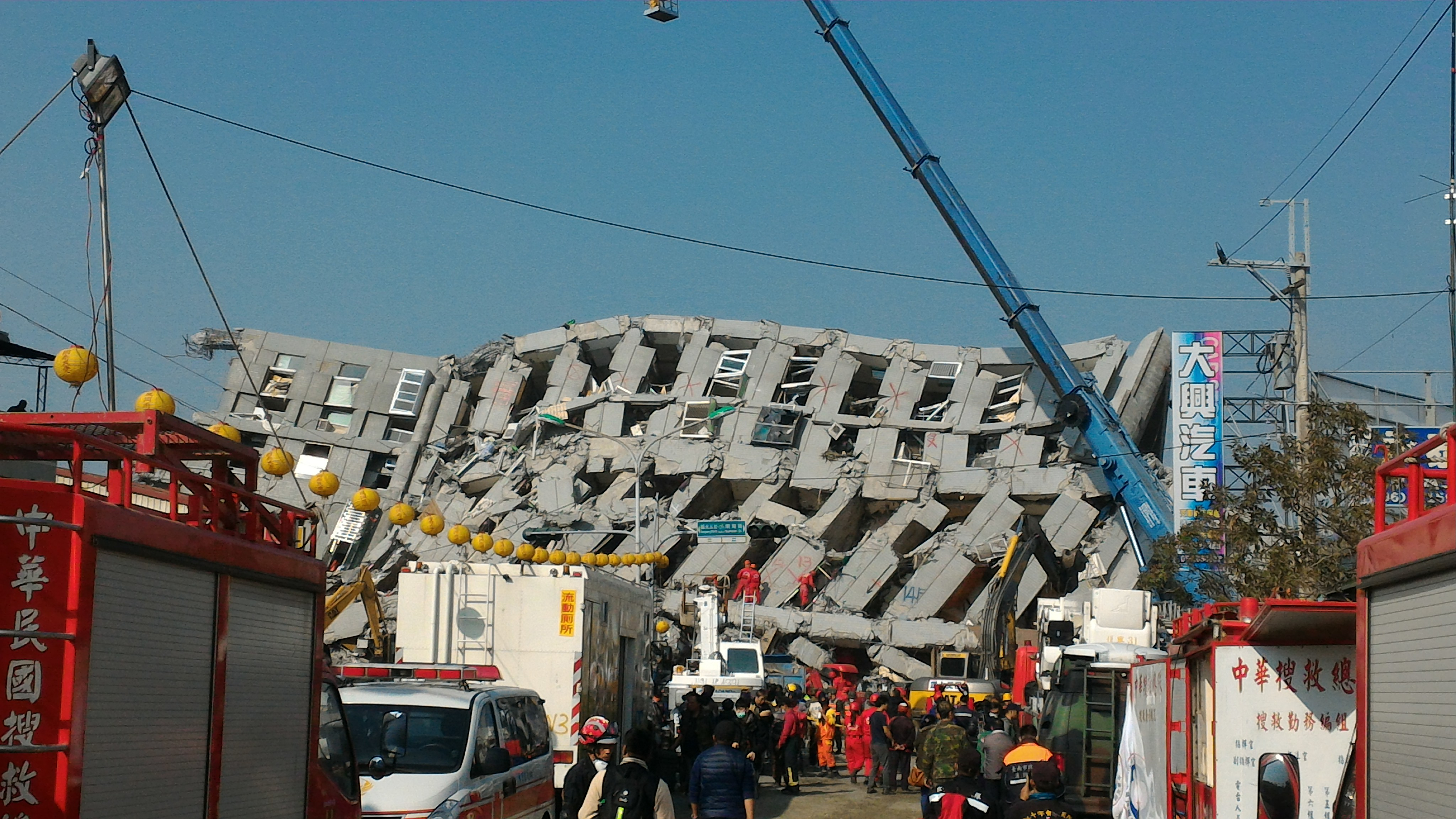
L'immeuble d'habitations de 16 étages effondré aux coordonnées suivantes dans le district de Yongkang, Tainan.

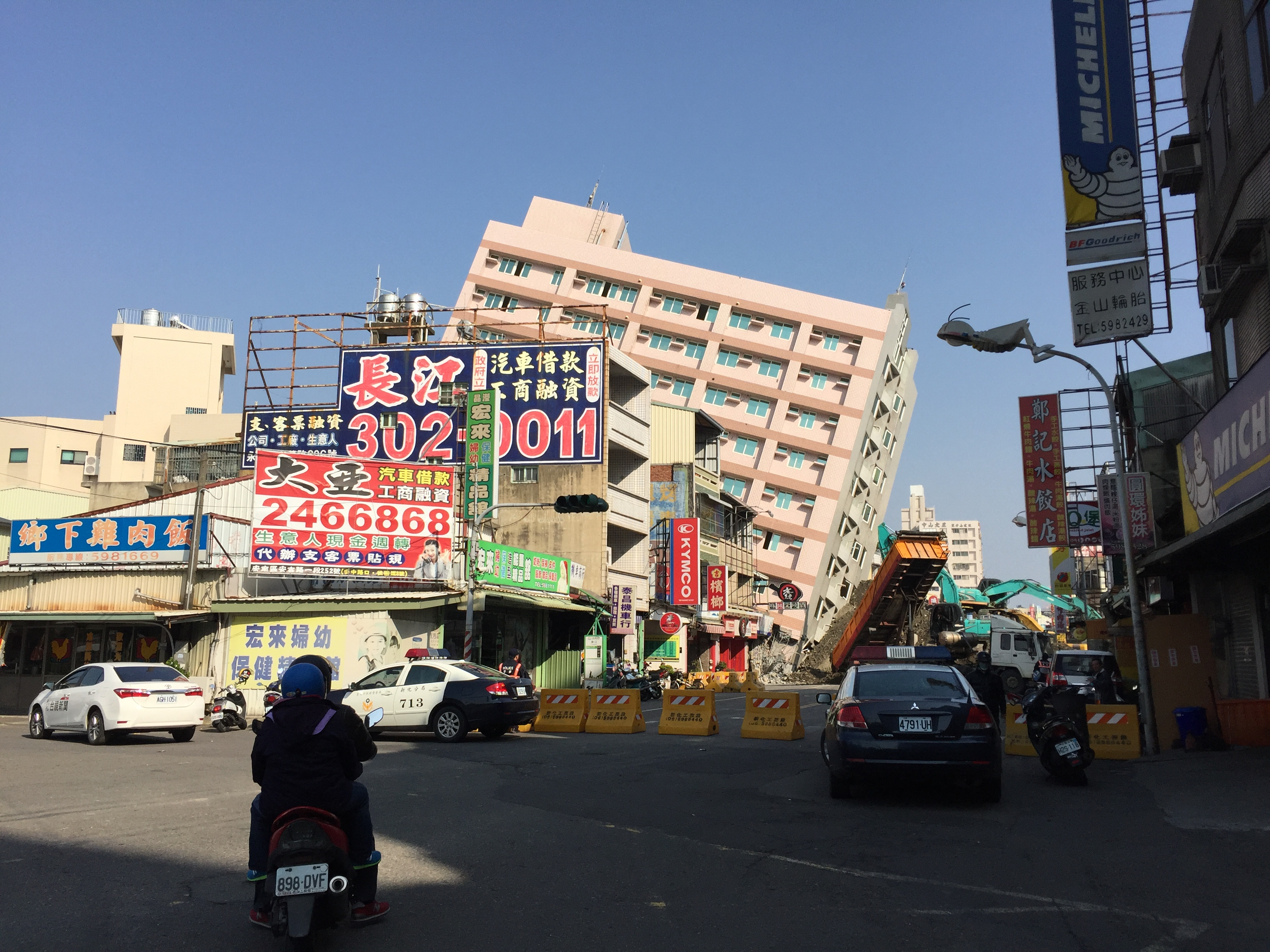
Bâtiment effondré.

Le séisme a causé la mort de 117 personnes et fait 551 blessés. Il est aussi à l'origine de nombreux dégâts matériels, en particulier dans et autour de la ville de Tainan (effondrements d'immeubles, coupures d'eau, d'électricité et de chemin de fer, fragilisation de nombreux édifices, etc.) 
C'est le séisme le plus meurtrier touchant Taïwan depuis le séisme 921 de Chichi en 1999.
La grande majorité des victimes se trouvaient dans un immeuble d'habitation de 17 étages, et une centaine d'appartements, qui s'est écroulé. Cet immeuble avait été construit avant les dispositions anti-sismiques prises lors du séisme de ChiChi (Mw=7.6) en 1999. La justice estime que celui-ci présentait des défauts de construction, en particulier l'absence de poutres de soutènement en acier.
Les dommages du secteur agricole sont estimés à 169,83 millions de dollars de Taïwan (4,55 millions d'euros)